# Gunhild Kristensen
Gunhild Volkenborn-Kristensen (Leiden, 6 april 1919 – Oosterbeek, 21 januari 2002) was een Nederlands glazenier, mozaïekkunstenaar, schilder en textielkunstenaar.

## Leven en werk

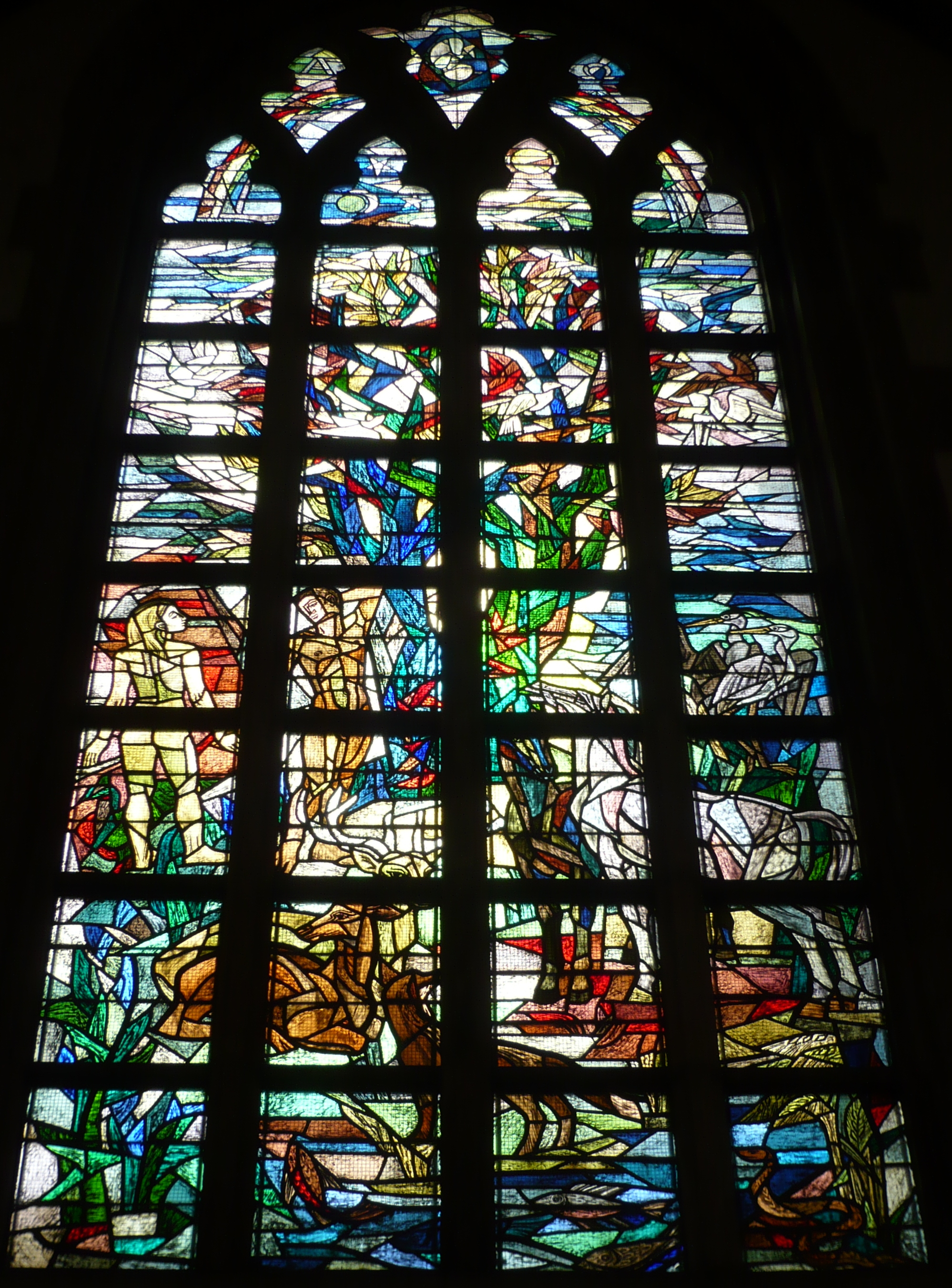
Grote of Sint-Bavokerk, Haarlem (1957)

Kristensen was een dochter van William Brede Kristensen (1867-1953), een Noor die in 1913 tot Nederlander werd genaturaliseerd, en de Nederlandse Jacoba Heldring (1892-1984). Haar vader was godsdienstfenomenoloog en werd in 1901 hoogleraar aan de Leidse universiteit. 
Kristensen werd in 1940 toegelaten aan de Rijksacademie in Amsterdam, waar ze les kreeg van Willem van den Berg (schilderen), Gé Röling (tekenen) en Heinrich Campendonk (monumentale kunst). Vooral uit haar vroege glas-in-loodramen blijkt de invloed van Campendonk. Op zijn voorspraak kreeg ze in 1957 een opdracht voor de Sint-Bavo in Haarlem. Daarna werd haar stijl kleurrijker en meer dynamisch, waarbij het lijnenspel veranderde. Het werk dat ze een jaar later maakte voor de Hervormde Kerk in Kockengen noemde ze zelf haar beste.
De tijdens de oorlog beschadigd geraakte Rotterdamse Sint-Laurenskerk werd in de periode 1952-1968 herbouwd. Kristensen ontwierp een serie van drie ramen voor de kerk. Slechts het middelste raam werd geplaatst, dat de Pinkstergeest voorstelt. Het kerkbestuur vond na interventie van conservatieve kerkleden dat de kunstenaar voor een dergelijke opdracht eigenlijk een man zou moeten zijn. Kristensen gaf daarop de opdracht terug. De ontwerpen voor de beide flankerende ramen zijn bewaard gebleven. In 2014 werd vanuit de kerk het initiatief genomen om deze alsnog te laten uitvoeren. De ramen, voorstellende de Zon der Gerechtigheid, de Heilige Geest, de blinkende Morgenster, werden na een fondsenwerfactie geplaatst in maart 2017.
Eind jaren 50, begin jaren 60 maakte Kristensen ook ramen met gekapt glas in lood, waarbij de compositie werd bepaald door de kleur en vorm van het glas. Ze ontleende haar thema's aan de Bijbel en de natuur, geregeld keren vissen, vogels, korenaren en de levensboom terug in haar ramen. Na 1965 kreeg ze geen opdrachten meer voor glas in lood en richtte zich op het maken van wandkleden, tapijten en mozaïeken. Ze ontwierp onder meer tien wandtapijten voor de Sint-Joriskerk in Drempt (1964), waar haar broer Bjarne als predikant stond. Doel was daarmee de akoestiek in de kerk te verbeteren, de tapijten werden geknoopt door de lokale bevolking.
In 1967 ontving Kristensen de culturele prijs van de gemeente Arnhem voor haar gehele oeuvre. Ze trouwde in 1968 met Johannes (Hans) Volkenborn (1904-1987), met wie ze in Venezuela ging wonen. Na zijn overlijden vestigde ze zich in Oosterbeek. Kristensen overleed in 2002, op 82-jarige leeftijd. Haar nalatenschap, waaronder veel kartons, wordt beheerd door Museum Veluwezoom.

## Werken (selectie)
- glas-in-loodraam (1947) voor de villa Rijnheuvel in Oosterbeek
- glas-in-loodraam (1953) in de zuiderbeuk van de Sint-Catharinakerk in Zevenbergen
- beglazing van de kapel (1954) op landgoed Beukbergen in Huis ter Heide
- mozaïek en glas-in-loodramen (ca. 1955) voor de Noorderkerk in Bilthoven
- Adam en Evaraam (1957) voor de Grote of Sint-Bavokerk in Haarlem
- glas-in-loodraam (1958) voor de Koningin Wilhelmina Kweekschool in Rotterdam
- glas in lood (1958) voor de Nederlands Hervormde Kerk in Kockengen
- glas in lood (1959) voor de Sint-Barbarakerk in Bunnik
- glas in lood (1959) voor de Nederlands Hervormde Kerk in Sirjansland
- zes handgeknoopte tapijten over de schepping (ca. 1959) voor de Diaconessenkerk in Arnhem
- drie ramen (1965, deels geplaatst in 2017) die het Pinkstergebeuren uitbeelden, voor de Grote of Sint-Laurenskerk in Rotterdam
- ontwerp voor tien wandtapijten (1964) voor de Sint-Joriskerk in Drempt
- mozaïek naar Psalm 127 (1966) voor de Christelijke Technische School, Sprengenweg, in Apeldoorn
- ontwerp voor een tapijt van 110 m² (1967) voor de raadzaal van het nieuwe gemeentehuis in Arnhem. Het werk werd uitgevoerd door 300 vrouwen.